# Hollandia hívójelkörzetei
Hollandia nincs felosztva hívójelkörzetekre, viszont a gyarmati területeihez területenként más-más körzetazonosító, illetve prefix van rendelve.
Hollandia számára az ITU PA-PI hívójelprefixet határozta meg.
A Holland Antillákon használatos még a P4 és a PJ hívójelprefix.

## Hollandia hívójelkörzetei[1][2][3]
| prefix | körzet | terület                         | ITU zóna | CQ zóna |
| ------ | ------ | ------------------------------- | -------- | ------- |
| PA-PI  | [0..9] | Hollandia                       | 27       | 14      |
| P4     | [0..9] | Aruba                           | 44       | 25      |
| PJ     | [0..1] | Holland Antillák                | 11       | 9       |
| PJ     | 2      | Curaçao                         | 11       | 8       |
| PJ     | 3      | Holland Antillák                | 11       | 9       |
| PJ     | 4      | Bonaire                         | 11       | 9       |
| PJ     | 5      | Sint Eustatius                  | 11       | 8       |
| PJ     | 6      | Saba                            | 11       | 8       |
| PJ     | [7..8] | Sint Maarten                    | 11       | 8       |
| PJ     | 9      | Holland Antillák                | 11       | 9       |
| JZ     | 0      | Holland Kelet-India (kivezetve) | 46       | 35      |

## Lajstromjel
Vízi és légi járművek lajstromjelezéséhez
- Európában a PH
- A Holland-Antillákon a PJ
- Arubán a P4

prefixet használják.